# Ford Köln
Der Ford Köln war ein PKW-Modell der Kölner Ford Motor Company Aktiengesellschaft, das von 1932 bis 1936 produziert wurde. Ford Deutschland baut seit 1931 in Köln-Niehl Personenkraftwagen, ab 1933 Vierzylindermodelle. Aus Marketinggründen bekamen ab 1933 die im Deutschen Reich produzierten Ford-Modelle deutsche Namen. So wurde aus dem Model Y der nach dem Werkssitz benannte Ford Köln. Das Modell Y wurde speziell für den europäischen Markt als kleines Auto konzipiert. Das fahrfähige Fahrgestell wog nur 540 kg, mit Karosserie waren es je nach Ausführung 700 kg bis 750 kg. Der Vierzylindermotor mit 933 cm³ und stehenden Ventilen leistete 16 kW (21 PS) bei 3400/min und trieb über ein Dreiganggetriebe, dessen zweiter und dritter Gang synchronisiert waren, die Hinterräder an. Beide Achsen waren starr und an Deichseln und Querblattfedern geführt. Der Wagen erreichte eine Höchstgeschwindigkeit von 85 km/h. Der bei Ford England (als Zwei-/Viertürer) und bei Ford Deutschland (Limousine und Cabriolet) produzierte Wagen wurde auch in Australien (dort sogar als Coupé), in Japan, in Lettland (als „Ford Junior“), in Spanien (als „Forito“) und in Frankreich (Ford 6 CV) gefertigt.
Weltweit wurden 201.341 Exemplare des Model Y produziert, davon 11.121 in Deutschland und 153.117 in England. Im 1953 präsentierten Kleintransporter Ford FK 1000 tauchte der Name Ford Köln als Kürzel erneut auf; 1961 wurde der Typ in Ford Taunus Transit umbenannt.

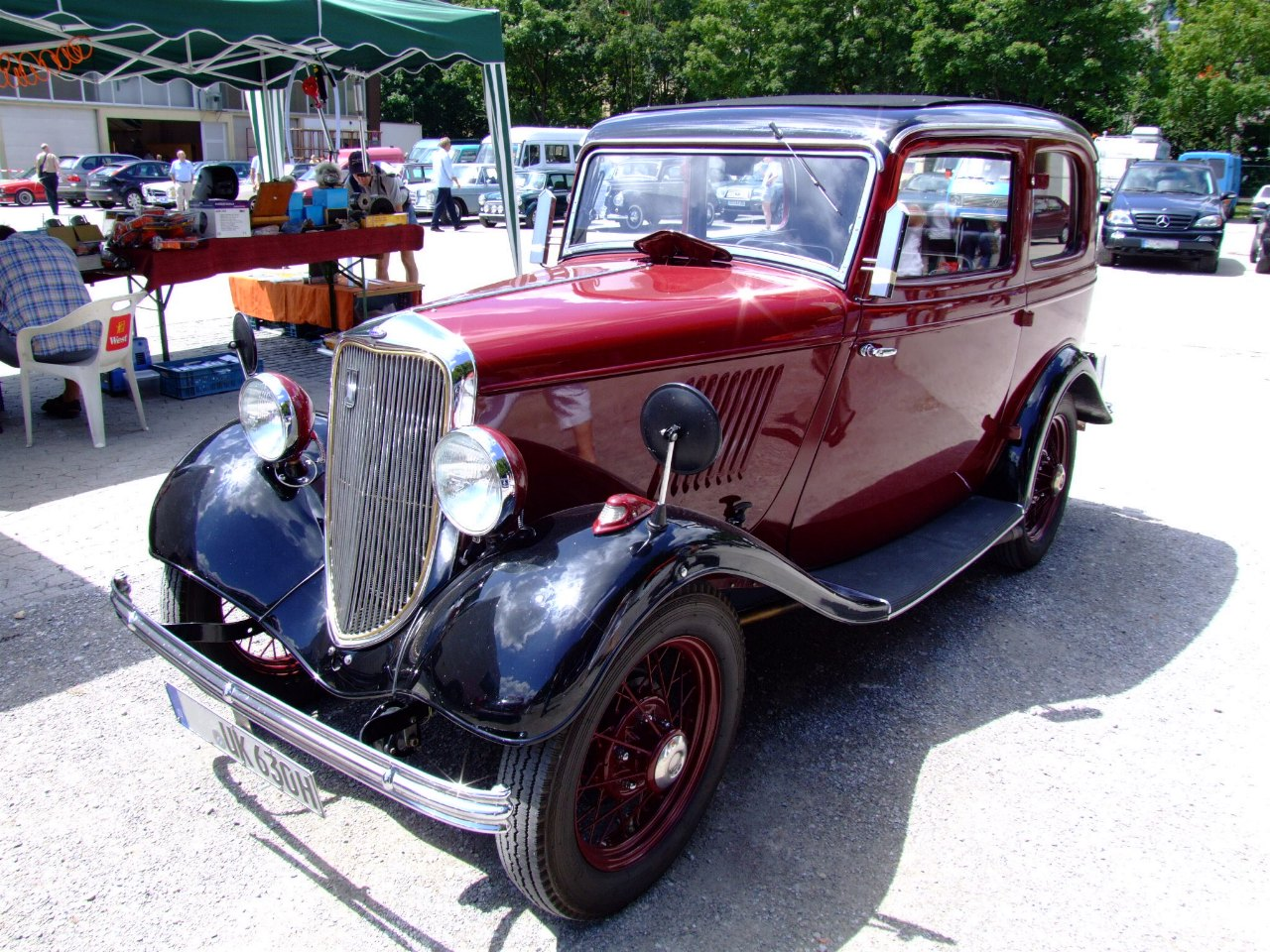
Ford Köln
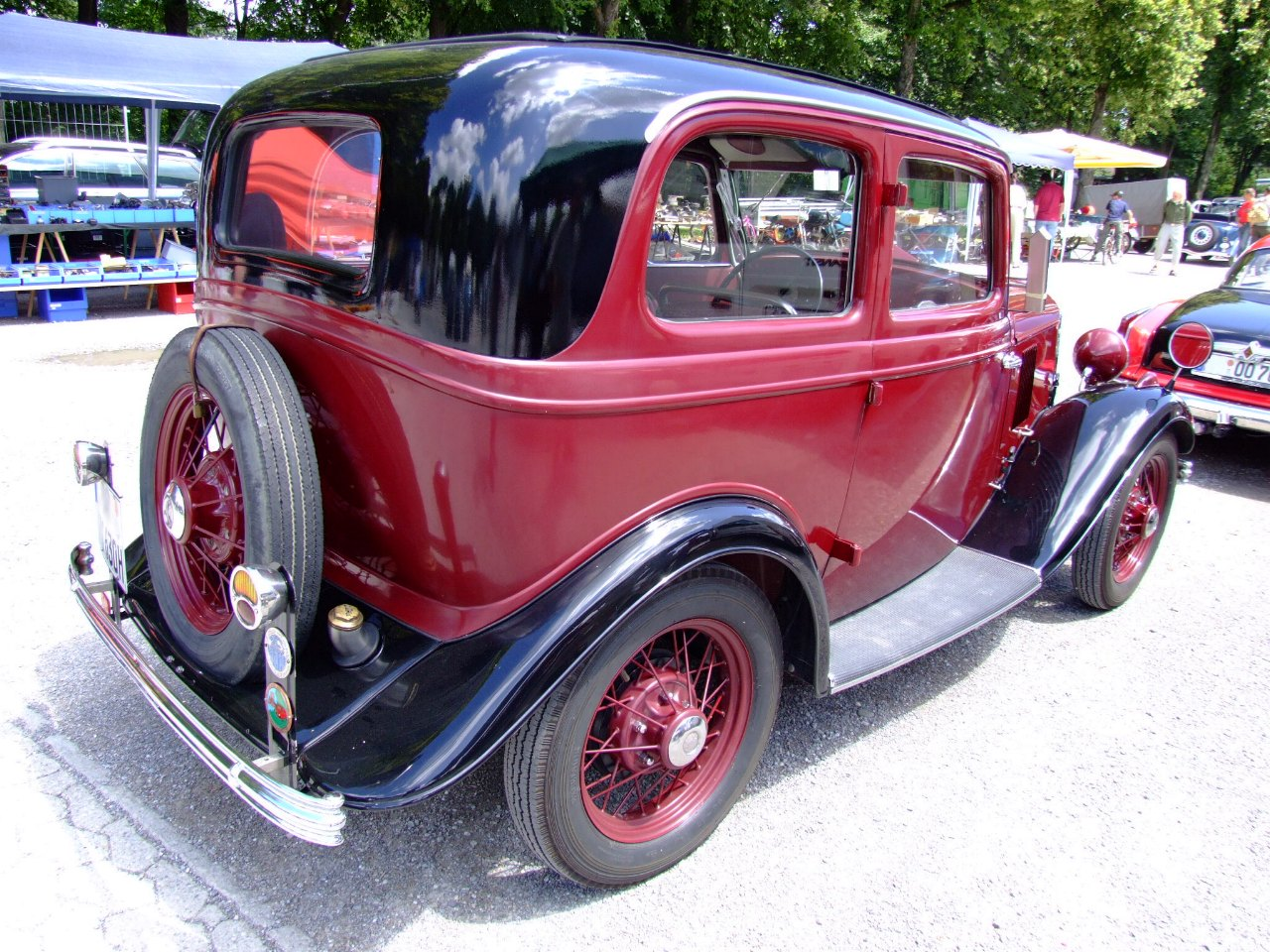
Ford Köln